# ダーラム・ブルズ・アスレチック・パーク
ダーラム・ブルズ・アスレチック・パーク（Durham Bulls Athletic Park）は、アメリカのノースカロライナ州ダーラムにある野球場。タンパベイ・レイズ傘下AAAダーラム・ブルズの本拠地である。
フェンウェイ・パークのグリーン・モンスターを模したブルー・モンスターと呼ばれる高さ32フィート（約9.8メートル）のフェンスが左翼にそびえ立つ。

## 歴史
1993年、ダーラム・ブルズの新たな本拠地として建設を開始。
1995年、「ダーラム・ブルズ・アスレチックス・パーク」として開場。
1997年、ダイヤモンドビューの建設を開始、1998年に完成。
2007年、プレーオフの試合が行われた際、ブルズのオーナーでキャピトル・ブロードキャスティングのCEO、ジェームズ・F・グッドモン氏に敬意を表し、一時的に「グッドモン・フィールド」に改名した。
2008年、ダイヤモンドビュー2が完成。
2012年、ダイヤモンドビュー3の建設を開始し、2013年秋に完成予定。